# ميكروكولوم

## ميكرواكولوم والكولوم
الكهرباء هي عبارة عن سيل من الإلكترونات والكولوم عبارة عن قوة الكهرباء فمثلاً (1) كولوم يعني أن عدد الإلكترونات هو 6,25 × 10 18إلكترون ويساوي 6250 ألف مليون مليون إلكترون ولذلك ننستخدم وحدات أكبر من الكولوم مثل ميكرواكولوم ونانوكولوم ونعرف كم عدد الإلكترونات في حالات أكثر من (1) كولوم  ... ألخ و(1)ميكرولوم يساوي 1 × 10 −6 كولوم .

## (1) كولوم يساوي 6,25 × 10 ^{18} إلكترون حسب العلاقة الرياضية

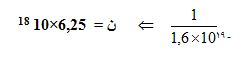
ن : عدد الإلكترونات (1)كولوم يعني 6,25 × 10 أس 18

## ( 1) كولوم يساوي 6,25 × 1018إلكترون حسب العلاقة الرياضية
بما أن شحنة الجسم = ن × شحنة الإلكترون
1 \ 1,6 × 10 −19
ن = 6,25 × 10 18
و ن هنا تعني : عدد الإلكترونات
6,25 × 10 18 يساوي 

## وحدات أُخرى
هناك وحدة أصغر لحساب عدد الإلكترونات غير ميكرواكولوم مثل نانوكولوم 6,25 × 10 18 يساوي  10 −9 نانوكولوم .

## مواضيع مشابهة
- الشحنة الكهربائية
- الإلكترونات
- الكولوم
- نانوكولوم
- الكهرباء